# Pseudococcus epidendrus
Pseudococcus epidendrus är en insektsart som beskrevs av Williams 1985. Pseudococcus epidendrus ingår i släktet Pseudococcus och familjen ullsköldlöss. Inga underarter finns listade i Catalogue of Life.